# Kennan (hrabstwo Price)
Kennan – wieś w Stanach Zjednoczonych, w stanie Wisconsin, w hrabstwie Price.